# غافين توماس
غافين توماس (بالإنجليزية: Gavin Thomas)‏ هو لاعب اتحاد الرغبي بريطاني، ولد في 22 أكتوبر 1977 في ليمينغتون سبا في المملكة المتحدة.

## روابط خارجية
- غافين توماس على موقع دوري الرغبي الممتاز (الإنجليزية)
- غافين توماس عل موقع إسبنسكروم (الإنجليزية)
- غافين توماس على موقع ItsRugby.co.uk (الإنجليزية)